# The Girl and her Trust
The Girl and Her Trust és un curtmetratge mut de la Biograph dirigit per D. W. Griffith i protagonitzat per ell Dorothy Bernard i Wilfred Lucas. Rodada a Califòrnia l'hivern de 1912, es va estrenar el 28 de març de 1912.

## Argument
Grace és una telegrafista de la que tots estan enamorats. Un dia arriba a la seva oficina per correu exprés de ferrocarril un sac amb 2.000 dòlars per a una constructora, que han de guardar a la caixa forta. En el moment de ser entregats, uns rodamóns en són testimonis i decideixen robar-los. La noia, que està sola, es tanca a la sala del telègraf amb la clau de la caixa forta i telegrafia demanant ajuda a la següent oficina de la línia. Els rodamóns s'enduen la caixa forta sense obrir en una vagoneta. La noia els persegueix i no aconsegueixin que baixi de la vagoneta. Al final són perseguits en tren i són capturats gràcies a l'ajuda de Jack, l'enamorat de Grace.

## Repartiment
- Dorothy Bernard (Grace, l'operadora de telègraf)
- Wilfred Lucas (Jack, l'agent de ferrocarril exprés)
- Edwin August (lladre)
- Alfred Paget (lladre)